# Peppino di Capri

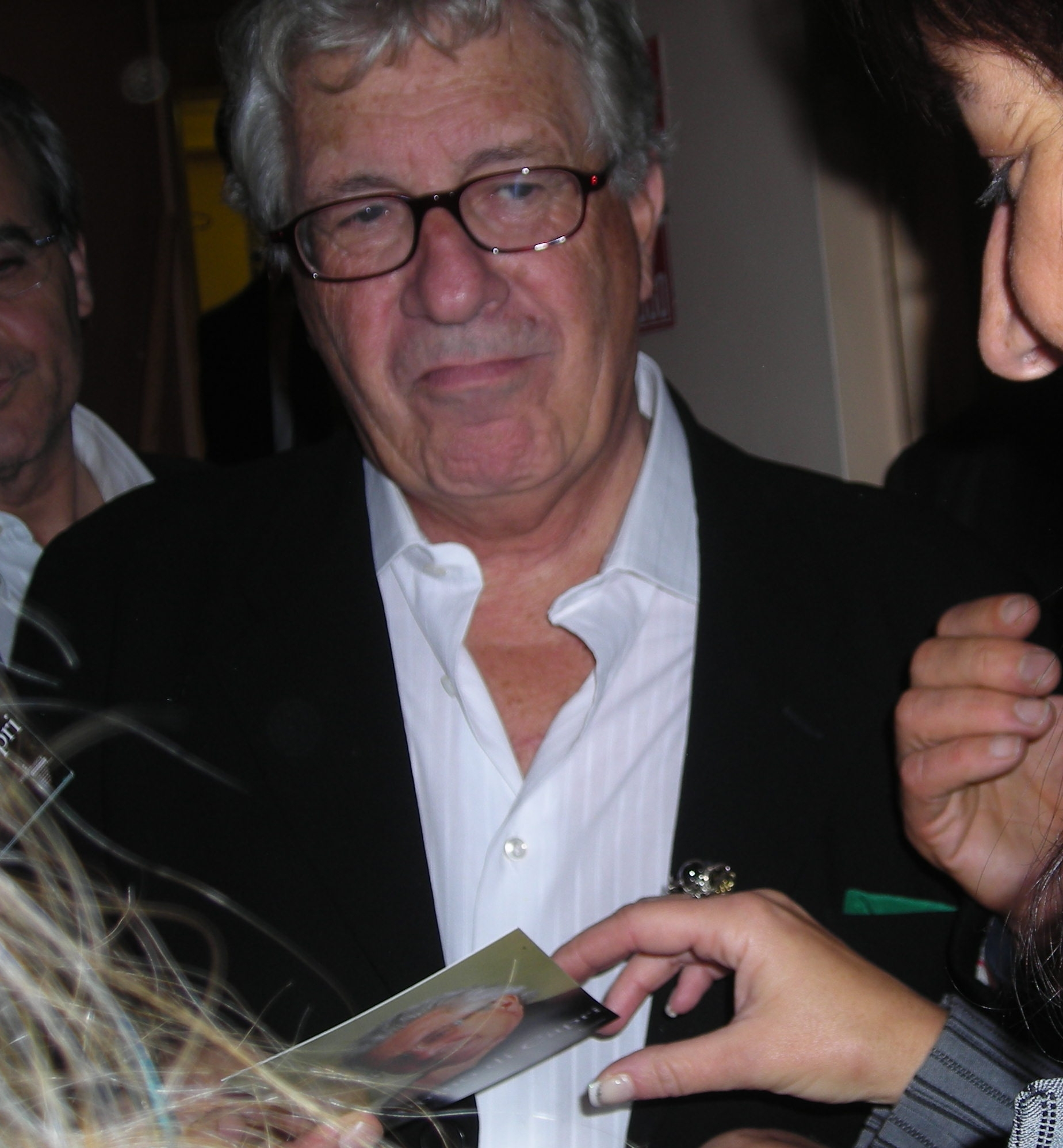
Peppino di Capri (2008)

Peppino di Capri (* 27. Juli 1939 in Capri, Provinz Neapel, als Giuseppe Faiella) ist ein italienischer Sänger.
Er ist seit den späten 1950er-Jahren musikalisch tätig und war vor allem in den 60er- und 70er-Jahren in Italien sehr erfolgreich, mit einem Repertoire zwischen Rock ’n’ Roll und neapolitanischer Volksmusik. Er führte den Twist in Italien ein und wurde auch als „italienischer Buddy Holly“ bezeichnet. Am Sanremo-Festival nahm er 15-mal teil, wobei er es zweimal gewinnen konnte.

## Karriere
Giuseppe Faiella, genannt Peppino, wurde in Capri in eine musikalische Familie geboren. Zusammen mit dem befreundeten Ettore Falconieri begann er in jungen Jahren, als Duo Caprese in den Lokalen der Insel aufzutreten. Schließlich erweiterte er das Duo zur Band The Rockers, mit Falconieri am Schlagzeug, Pino Amenta am Bass, Mario Cenci an der Gitarre und Gabriele Varano am Saxophon. 1957 hatte die Band einen Auftritt in der Fernsehsendung Primo applauso von Enzo Tortora, was ihr zu einem Plattenvertrag beim Mailänder Label Carisch verhalf. Nach ersten Singles wie Nun è peccato und Malatia veröffentlichte die Gruppe das Debütalbum Peppino di Capri e i suoi Rockers. In den folgenden Jahren erschienen in rascher Folge weitere Erfolgstitel und regelmäßige Alben; besonders erfolgreich war 1960 die Single Nessuno al mondo, enthalten auf dem gleichnamigen Album. Das Repertoire umfasste eigene Lieder, Coverversionen internationaler Hits und traditionelle neapolitanische Musik.
Nach Hits wie I’ te vurria vasa’, Per un attimo und Parlami d’amore Mariù gelang dem Sänger Ende 1961 mit einer Version von Chubby Checkers Let’s Twist Again ein erster Nummer-eins-Hit in Italien. 1962 verfehlte St. Tropez Twist nur knapp die Chartspitze; unter dem Label Italia in Deutschland veröffentlicht, wurde das Lied auch dort ein Hit. Ein weiterer Nummer-eins-Hit in Italien wurde in diesem Jahr Addio mondo crudele. Im Lauf der 60er-Jahre war di Capri auch in einer Reihe kleinerer Filmrollen zu sehen. Aufgrund der großen Popularität di Capris und seiner Gruppe konnten sie 1965 als Vorband der Beatles bei deren Italienkonzerten auftreten. In der Folge nahmen sie auch einige Beatles-Cover auf. Als es bereits begann, ruhiger um ihn zu werden, nahm der Sänger mit Dedicato all’amore (zusammen mit Dionne Warwick) am Sanremo-Festival 1967 teil, verfehlte allerdings das Finale.
Ende der 1960er-Jahre musste di Capri berufliche wie private Rückschläge hinnehmen, 1970 meldete er sich jedoch mit der Gründung seines eigenen Plattenlabels Splash zurück. Mit dem Lied Me chiamme ammore gelang ihm im selben Jahr der Sieg beim Festival di Napoli. Nach einer weiteren relativ erfolglosen Sanremo-Teilnahme 1971 mit L’ultimo romantico (zusammen mit Pino Donaggio) gab der Erfolg der Single Amare di meno im Jahr darauf di Capris Karriere wieder Aufwind und beim Sanremo-Festival 1973 konnte er mit Un grande amore e niente più den ersten Platz erreichen. Das Lied wurde auch ein Nummer-eins-Hit. Es folgten ein paar kleinere Singleerfolge, bis der Sänger 1976 nach Sanremo zurückkehrte und mit Non lo faccio più ein zweites Mal gewann.
In den folgenden Jahren veröffentlichte der Sänger unvermindert neue Singles und Alben, konnte jedoch nicht mehr an frühere Erfolge anknüpfen. Regelmäßig nahm er ab 1980 – mit durchwachsenem Erfolg – wieder am Sanremo-Festival teil: 1980 mit Tu cioè…, 1985 mit E mo’ e mo’, 1987 mit Il sognatore, 1988 mit Nun chiagnere, 1989 mit Il mio pianoforte und 1990 mit Evviva Maria. Für den Eurovision Song Contest 1991, der in Rom stattfand, wurde di Capri intern als Repräsentant des Gastgeberlandes ausgewählt; mit dem neapolitanischen Lied Comme è ddoce ’o mare erreichte er dort den siebten Platz. Es folgten Sanremo-Teilnahmen 1992 (Favola blues), 1993 (La voce delle stelle), 1995 (Ma che ne sai se non hai fatto il pianobar, als Trio Melody mit Gigi Proietti und Stefano Palatresi), 2001 (Pioverà [Habibi ené]) und 2005 (La panchina). 
Im Jahr 2005 wurde Peppino di Capri von Präsident Carlo Azeglio Ciampi mit dem Verdienstorden der Italienischen Republik (Komtur) geehrt. In der Komödie Natale col boss war der Sänger 2015 erstmals wieder in einer Filmrolle zu sehen; für den Soundtrack des Films nahm er zusammen mit dem Rapper Guè Pequeno das Lied Fiumi di champagne auf.

## Diskografie

### Alben
| Jahr | Titel                            | Höchstplatzierung, Gesamtwochen, AuszeichnungChartsChartplatzierungen (Jahr, Titel, Platzierungen, Wochen, Auszeichnungen, Anmerkungen) | Anmerkungen                                         |
| Jahr | Titel                            | IT | Anmerkungen                                         |
| ---- | -------------------------------- | --- | --------------------------------------------------- |
| 1971 | Napoli ieri – Napoli oggi Vol. I | IT20 (1 Wo.)IT | Splash                                              |
| 1972 | Hits Vol. II                     | IT23 (3 Wo.)IT | Splash                                              |
| 1973 | 1+1                              | IT23 (1 Wo.)IT | Splash Doppelalbum aus Hits Vol. I und Hits Vol. II |
| 1982 | Juke-Box                         | IT24 (1 Wo.)IT | Panarecord                                          |

Weitere Alben
- 1958: Peppino di Capri e i suoi Rockers
- 1960: Peppino di Capri e i suoi Rockers
- 1960: Nessuno al mondo
- 1961: Peppino di Capri e i suoi Rockers
- 1962: Peppino di Capri e i suoi Rockers
- 1962: Peppino di Capri e i suoi Rockers
- 1963: Peppino di Capri e i suoi Rockers
- 1964: Peppino di Capri e i suoi Rockers
- 1964: Peppino di Capri e i suoi Rockers
- 1966: Girl
- 1971: Napoli ieri – Napoli oggi – Vol. II
- 1972: Hits – Vol. I
- 1973: Peppino di Capri e i New Rockers
- 1973: Napoli ieri – Napoli oggi – Vol. III
- 1974: Il giocatore
- 1975: Napoli ieri – Napoli oggi – Vol. IV
- 1976: …e cominciò così
- 1976: Non lo faccio più
- 1977: Aiere
- 1978: Verdemela
- 1979: Viaggi
- 1980: Con in testa strane idee
- 1981: Bona furtuna
- 1983: Torno subito!
- 1985: Zitto zitto
- 1987: Il sognatore
- 1988: Peppino di Capri in concerto
- 1990: I ragazzi di ieri
- 1991: Comme è ddoce ’o mare – Napoli oggi Napoli ieri
- 1992: …e cerchi il mare
- 1995: Ma che ne sai… (…se non hai fatto il piano-bar) (als Trio Melody mit Gigi Proietti und Stefano Palatresi)
- 1995: Di Capri… di più
- 1996: Due ragazzi così – live ’96 (mit Fred Bongusto)
- 2001: Fase 3
- 2003: In tour
- 2005: Amore.it
- 2007: Ad occhi chiusi… Napoli
- 2011: Magnifique
- 2014: L’acchiappasogni
- 2019: Mister… Peppino Di Capri

### Italienische Singles (Auswahl)
| Jahr | Titel Album                                                     | Höchstplatzierung, Gesamtwochen, AuszeichnungChartsChartplatzierungen (Jahr, Titel, Album, Platzierungen, Wochen, Auszeichnungen, Anmerkungen) | Anmerkungen                          |
| Jahr | Titel Album                                                     | IT | Anmerkungen                          |
| ---- | --------------------------------------------------------------- | --- | ------------------------------------ |
| 1960 | Nessuno al mondo                                                | IT2 (36 Wo.)IT | B-Seite: Nun songh’io                |
| 1960 | Voce ’e notte Peppino di Capri e i suoi Rockers (1960)          | IT7 (7 Wo.)IT |                                      |
| 1960 | Freva Nessuno al mondo                                          | IT13 (4 Wo.)IT | B-Seite: ’A pianta ’e stelle         |
| 1960 | I’ te vurria vasa’ Peppino di Capri e i suoi Rockers (1961)     | IT3 (7 Wo.)IT | A-Seite: Notte di luna calante       |
| 1961 | Per un attimo Peppino di Capri e i suoi Rockers (1961)          | IT4 (7 Wo.)IT | B-Seite: Te voglio stasera           |
| 1961 | Aprile a Napoli Peppino di Capri e i suoi Rockers (1961)        | IT16 (3 Wo.)IT | B-Seite: Nun m’aspettà chesta sera   |
| 1961 | Parlami d’amore Mariù Peppino di Capri e i suoi Rockers (1961)  | IT2 (15 Wo.)IT | B-Seite: Pensiero                    |
| 1961 | Ciento strade Peppino di Capri e i suoi Rockers (1961)          | IT19 (1 Wo.)IT | A-Seite: No, nun dì ca me vuò bbene  |
| 1961 | Piscatore ’e Pusilleco Peppino di Capri e i suoi Rockers (1961) | IT8 (5 Wo.)IT | B-Seite: Non siamo più insieme       |
| 1961 | Quando Peppino di Capri e i suoi Rockers (1961)                 | IT7 (5 Wo.)IT | A-Seite: Cinque minuti ancora        |
| 1961 | Let’s Twist Again –                                             | IT1 (14 Wo.)IT | B-Seite: Non siamo più insieme       |
| 1962 | The Jet –                                                       | IT4 (5 Wo.)IT | B-Seite: Everybody Dance             |
| 1962 | Scetate –                                                       | IT11 (2 Wo.)IT | B-Seite: Le stelle d’oro             |
| 1962 | St. Tropez Twist –                                              | IT2 (14 Wo.)IT | B-Seite: Daniela                     |
| 1962 | Daniela –                                                       | IT2 (8 Wo.)IT | A-Seite: St. Tropez Twist            |
| 1962 | Torna piccina mia –                                             | IT9 (6 Wo.)IT | B-Seite: Verso te                    |
| 1962 | Sogno d’amore Twist –                                           | IT8 (8 Wo.)IT | B-Seite: Nell’immenso del cielo      |
| 1962 | Addio mondo crudele –                                           | IT1 (13 Wo.)IT | B-Seite: Don’t Play That Song        |
| 1963 | Speedy Gonzales –                                               | IT3 (4 Wo.)IT | B-Seite: Madison Time                |
| 1963 | Don’t Play That Song –                                          | IT4 (3 Wo.)IT | A-Seite: Addio mondo crudele         |
| 1963 | Roberta –                                                       | IT5 (11 Wo.)IT | B-Seite: Nustalgia                   |
| 1963 | Vita difficile –                                                | IT5 (5 Wo.)IT | B-Seite: Per te morirò               |
| 1963 | Non ti credo –                                                  | IT8 (6 Wo.)IT | B-Seite: Poof                        |
| 1963 | T’hanno vista domenica sera –                                   | IT7 (10 Wo.)IT | A-Seite: Yes                         |
| 1963 | Baby –                                                          | IT4 (9 Wo.)IT | B-Seiten: I marziani / …e voi ridete |
| 1964 | Piccatura –                                                     | IT10 (6 Wo.)IT | B-Seite: Chi accende le stelle?      |
| 1964 | Solo due righe –                                                | IT5 (10 Wo.)IT | B-Seite: Boom! Boom! Surf            |
| 1964 | Se ti senti sola –                                              | IT11 (2 Wo.)IT | A-Seiten: Topless / Didi da didi du  |
| 1970 | Me chiamme ammore Napoli ieri – Napoli oggi                     | IT19 (3 Wo.)IT | B-Seite: Torna                       |
| 1972 | Amare di meno Hits – Vol. I                                     | IT16 (6 Wo.)IT | B-Seite: Un anno fa                  |
| 1973 | Magari Peppino di Capri e i New Rockers                         | IT24 (2 Wo.)IT | B-Seite: Munasterio è Santa Chiara   |
| 1973 | Un grande amore e niente più Peppino di Capri e i New Rockers   | IT1 (13 Wo.)IT | B-Seite: Per favore non gridare      |
| 1973 | Piano piano, dolce dolce Peppino di Capri e i New Rockers       | IT17 (5 Wo.)IT | A-Seite: Scusa…                      |
| 1974 | Champagne Il giocatore                                          | IT16 (9 Wo.)IT | B-Seite: La prima sigaretta          |
| 1976 | Non lo faccio più                                               | IT14 (12 Wo.)IT | B-Seite: Vorrei, vorrei, vorrei      |
| 1987 | Il sognatore                                                    | IT21 (3 Wo.)IT | B-Seite: Te sento luntana            |

### Deutsche Singles (Auswahl)
| Jahr | Titel Album        | Höchstplatzierung, Gesamtwochen, AuszeichnungChartsChartplatzierungen (Jahr, Titel, Album, Platzierungen, Wochen, Auszeichnungen, Anmerkungen) | Anmerkungen                             |
| Jahr | Titel Album        | DE | Anmerkungen                             |
| ---- | ------------------ | --- | --------------------------------------- |
| 1962 | St. Tropez Twist – | DE3 (14 Wo.)DE | B-Seite: Le stelle d’oro                |
| 1963 | Slop in Capri –    | DE26 (6 Wo.)DE | A-Seite: Signorina mit dem blonden Haar |
| 1965 | Melancholie –      | DE10 (20 Wo.)DE | B-Seite: Happy Valentino                |

Weitere deutschsprachige Singles
- 1962: Nur ein Souvenir / Auch ohne Worte
- 1965: Arrivederci Good-Bye / O Mia Angelina

## Filmografie
- 1961: Mina… fuori la guardia – Regie: Armando W. Tamburella
- 1961: Cacciatori di dote – Regie: Mario Amendola
- 1961: Io bacio… tu baci – Regie: Piero Vivarelli
- 1961: Maurizio, Peppino e le indossatrici – Regie: Filippo Walter Ratti
- 1961: Pesci d’oro e bikini d’argento – Regie: Carlo Veo
- 1961: Ferien in der Silberbay (Vacanze alla baia d’argento) – Regie: Filippo Walter Ratti
- 1961: Che femmina!! e… che dollari! – Regie: Giorgio Simonelli
- 1962: Canzoni a tempo di twist – Regie: Stefano Canzio
- 1962: Twist, lolite e vitelloni – Regie: Marino Girolami
- 1963: Canzoni nel mondo – Regie: Vittorio Sala
- 1963: Urlo contro melodia nel Cantagiro 1963 – Regie: Arturo Gemmiti
- 1965: Gastmahl der Liebe (Comizi d’amore) – Regie: Pier Paolo Pasolini
- 1965: Viale della canzone – Regie: Tullio Piacentini
- 1965: Giorno caldo al Paradiso Show – Regie: Enzo Di Gianni
- 1966: Unser Boß ist eine Dame (Operazione San Gennaro) – Regie: Dino Risi
- 1975: Die linke Hand des Gesetzes (La polizia interviene: ordine di uccidere!) – Regie: Giuseppe Rosati
- 1983: Cuando calienta el sol… vamos alla plaia – Regie: Mino Guerrini
- 1996: A spasso nel tempo – Regie: Carlo Vanzina
- 1999: Non lo sappiamo ancora – Regie: Stefano Bambini, Alan De Luca, Lino D’Angiò
- 1999: Terra bruciata – Regie: Fabio Segatori
- 2015: Natale col boss – Regie: Volfango De Biasi